# 越智貞夫
越智　貞夫（おち　さだお、1954年 - 2023年）は、日本の映画プロデューサー、テレビプロデューサー。
株式会社コブラピクチャーズ、初代代表取締役社長。2023年8月から　代表取締役社長は、越智 紫。

## 来歴
日本大学芸術学部卒業後、渡辺プロダクションに入社する。その後、田中プロモーションに出向。ザ・ワークス設立と共に部署ごと転籍。TBSにて「陰の季節」シリーズを制作していた頃に、アミューズに移籍した。更にその数年後、アミューズ幹部の後押しでコブラピクチャーズを設立する。横山秀夫作品の映像化を数多く手掛けている。
2023年8月　胆嚢炎から敗血症を併発し死去。

## テレビドラマ

### プロデューサー
- 俺たちに鍵はない（1986年、日本テレビ）
- 夫の突然死（1987年、テレビ東京）
- ドラマ30
  - のんちゃんのり弁（1997年、CBC）
  - のんちゃんのり弁2（1998年、CBC）
- 艶姿！ナニワの光三郎七変化(1997年、関西テレビ）
- バースデイ〜こちら椿産婦人科〜（1999年、テレビ東京）
- 陰の季節（2000年、TBS）
- 世にも奇妙な物語　秋の特別編（2000年、フジテレビ）
- 逆転の夏（2001年、TBS）
- 沈黙のアリバイ（2002年、TBS）
- 第三の時効（2003年、TBS）
- 密室の抜け穴（2003年、TBS）
- 長く孤独な誘拐（2004年、TBS）
- ペルソナの微笑（2004年、TBS）
- 囚人のジレンマ（2004年、TBS）
- 真相（2005年、TBS）
- モノクロームの反転（2005年、TBS）
- 深追い（2005年、TBS）
- 半落ち（2007年、テレビ朝日）
- 横山秀夫サスペンス（WOWOW）
  - 2010年
    - 18番ホール、誤報、自伝、他人の家

  - 2011年
    - 深追い、引き継ぎ、締め出し、仕返し
- 臨場（2010年、テレビ朝日）
- 永遠の時効（2014年、テレビ東京）[1]

### 制作担当
- 花嫁は眠れない（1987年、日本テレビ）

### 企画協力
- ルパンの消息（2008年、WOWOW）

## 映画

### プロデューサー
- 沈まぬ太陽（2011年、若松節朗監督）
- 臨場　劇場版（2012年、橋本一監督）

### 企画
- 64-ロクヨン- 前編/後編（2016年、瀬々敬久監督）[2]